# Richard Key
Richard Martin Key (sinh ngày 13 tháng 4 năm 1956) là một cầu thủ bóng đá người Anh đã giải nghệ từng thi đấu ở vị trí thủ môn, được nhớ đến nhiều nhất với thời gian ở Football League với Exeter City và câu lạc bộ quê nhà Cambridge United. Em trai của ông, Lance cũng là một thủ môn.

## Thống kê sự nghiệp
| Câu lạc bộ              | Mùa giải            | Giải quốc nội       | Giải quốc nội | Giải quốc nội | Cúp FA  | Cúp FA    | League Cup | League Cup | Khác    | Khác      | Tổng    | Tổng      |
| Câu lạc bộ              | Mùa giải            | Hạng đấu            | Số trận       | Bàn thắng     | Số trận | Bàn thắng | Số trận    | Bàn thắng  | Số trận | Bàn thắng | Số trận | Bàn thắng |
| ----------------------- | ------------------- | ------------------- | ------------- | ------------- | ------- | --------- | ---------- | ---------- | ------- | --------- | ------- | --------- |
| Brentford               | 1984-85             | Third Division      | 1             | 0             | —       | —         | —          | —          | 0       | 0         | 1       | 0         |
| Cambridge United (mượn) | 1984-85             | Third Division      | 13            | 0             | —       | —         | —          | —          | —       | —         | 13      | 0         |
| Swindon Town            | 1985-86             | Fourth Division     | 0             | 0             | —       | —         | 2          | 0          | —       | —         | 2       | 0         |
| Brentford               | 1985-86             | Third Division      | 3             | 0             | 0       | 0         | —          | —          | 0       | 0         | 3       | 0         |
| Brentford               | 1986-87             | Third Division      | 0             | 0             | 0       | 0         | 0          | 0          | 1       | 0         | 1       | 0         |
| Brentford               | Tổng cộng Brentford | Tổng cộng Brentford | 4             | 0             | 0       | 0         | 0          | 0          | 1       | 0         | 5       | 0         |
| Tổng cộng sự nghiệp     | Tổng cộng sự nghiệp | Tổng cộng sự nghiệp | 17            | 0             | 0       | 0         | 2          | 0          | 1       | 0         | 20      | 0         |

1. ↑  Số lần ra sân ở Football League Trophy.